# GPD Win Max
GPD Win Maxは、GamePad Digital（GPD）が製造するWindowsベースの携帯型ゲーミングPC、もしくはUltra-mobile PC。

## 概要
GPD Win 2の後継機種であり、前モデル同様クラウドファンディングで資金調達された。GPD Win Maxは、AAAクラスのビデオゲームタイトルを実行可能で、6世代以前据え置き型ゲーム機をエミュレートでき、一部は8世代までの据え置きゲーム機にも対応している。

### 沿革
2018年のGPD Win 2と2019年のより大型のGPD Pocket 2に続き、GPDは同社最大級のデバイスとしてGPD Win Maxを発表した。ネットブックサイズの筐体を採用し、GPDの独自組み込み配置のコントローラーを継承している。Win Maxは2019年4月にリークされメディアで取り上げられ、2020年4月に詳細な報道がされた。
2020年第1四半期（日本国内では5月26日）に発表され、2020年5月18日にIndiegogoでクラウドファンディングキャンペーンが開始され、価格は$779でした。キャンペーンは2020年7月1日に終了し、3,500人を超える支援者が合計$280万ドル以上を寄付された。価格も$779から$800に上昇した。
2021年11月下旬から、株式会社天空から2021年モデルとして「GPD WIN Max 2021」が出荷された。Ryzen 7 4800UおよびCore i7-1195G7搭載機の2種類が用意された。

### デザイン
GPD Win Maxは、発売時点においてGPD最大の携帯型ゲーミングPCであるため、GPD Pocketシリーズで採用されているようなタッチタイピングに対応したシザースイッチキーボードやタッチパッド、8インチディスプレイなどの追加機能を搭載する余地があった。このモデルでは、GPD初のクリック可能なアナログスティックが採用され、そのうち1つはABXYボタン内に配置されている。また、プレイステーション・ヴィータに似たスタイルのボタン（レイアウトとマークはXboxに類似）も搭載されています。Win Maxのスピーカーは、ユーザー側に向けて本体下部に移動されました。M.2ドライブへのアクセスは制限されており、このドライブを変更するには本体を分解する必要があります。デバイスの右側にイーサネットポートが追加されましたが、このポートを使用中はコンソールを効果的に保持することができません。
このサイズ拡大により、Maxの冷却性能が向上し、デュアルファンとヒートパイプが採用されている。
その他、Win Maxは以前のモデルと類似したデザインを維持しており、切削加工されたマグネシウムアルミニウム合金シャーシとABSプラスチックシェルを採用している。デバイスの反対側には、2つのUSB Type-A、4つのショルダーボタン、USB Type-C、Thunderbolt 3、および小さなリセットボタンへのアクセスが可能です。背面パネルにはもう1つの変更点が追加されています：Winシリーズ初のフルサイズHDMIポートを採用している。

### リリースと評価
GPD Win Maxは、2020年8月17日にIndiegogoの支援者への出荷を開始した。一部のユーザーから、同梱のUSB-C電源アダプターに不具合が発生したとの報告がある。

### 技術仕様
| カテゴリ             | 仕様 | 仕様 | 仕様 |
| -------------------- | --- | --- | --- |
| 名称                 | GPD Win Max | GPD Win Max 2021 | GPD Win Max 2021 |
| リリース年           | 2020年6月 | 2021年10月 | 2021年10月 |
| 大きさ               | 207 by 145 by 26ミリメートル (8.1 in × 5.7 in × 1.0 in)                                                                           | 207 by 145 by 26ミリメートル (8.1 in × 5.7 in × 1.0 in)                                                                           | 207 by 145 by 26ミリメートル (8.1 in × 5.7 in × 1.0 in)                                                                           |
| CPU                  | Intel Core i5-1035G7 TDP 10-25W                                                                                                   | Intel Core i7-1195G7 | AMD Ryzen 7 4800U |
| グラフィック         | Intel Iris plus 940 Graphics | Intel Iris Xe Graphics G7 96EUs                                                                                                   | AMD Radeon Vega Graphics 8CUs |
| メモリ               | 16GB DDR4 3200 RAM | 16GB | 16GB |
| ストレージ           | 512GB M.2 2242 SSD MicroSD A2 リムーバブルストレージ 容量制限なし                                                                 | 1TB M.2 2242 SSD | 1TB M.2 2242 SSD |
| 液晶                 | 8インチ, 1280x720, H-IPS 10点マルチタッチ対応スクリーン, 16:9 ratio 4K映像 サポート (4096x2304x24 max) Miracast and WiDi サポート | 8インチ, 1280x720, H-IPS 10点マルチタッチ対応スクリーン, 16:9 ratio 4K映像 サポート (4096x2304x24 max) Miracast and WiDi サポート | 8インチ, 1280x720, H-IPS 10点マルチタッチ対応スクリーン, 16:9 ratio 4K映像 サポート (4096x2304x24 max) Miracast and WiDi サポート |
| オーディオ           | デュアルスピーカー 3.5mm ヘッドフォンジャック 内蔵マイク Realtek オーディオドライバー                                             | デュアルスピーカー 3.5mm ヘッドフォンジャック 内蔵マイク Realtek オーディオドライバー                                             | デュアルスピーカー 3.5mm ヘッドフォンジャック 内蔵マイク Realtek オーディオドライバー                                             |
| キーボード           | QWERTY キーボード | QWERTY キーボード | QWERTY キーボード |
| ゲームコントローラー | D-pad 4 フェイスボタン 6 ショルダーボタン 2 アナログスティック                                                                    | D-pad 4 フェイスボタン 6 ショルダーボタン 2 アナログスティック                                                                    | D-pad 4 フェイスボタン 6 ショルダーボタン 2 アナログスティック                                                                    |
| スロット             | microSDスロット (A2対応） | microSDスロット (A2対応） | microSDスロット (A2対応） |
| 外部端子             | - USB 3.0 Type C - USB 3.0 Type A - HDMI - 3.5mm ヘッドフォンジャック                                                             | - USB 3.0 Type C - USB 3.0 Type A - HDMI - 3.5mm ヘッドフォンジャック                                                             | - USB 3.0 Type C - USB 3.0 Type A - HDMI - 3.5mm ヘッドフォンジャック                                                             |
| バッテリー           | 3 x 5000mAh リチウムイオン電池 20v 3a Quick Charge                                                                                | 3 x 5000mAh リチウムイオン電池 20v 3a Quick Charge                                                                                | 3 x 5000mAh リチウムイオン電池 20v 3a Quick Charge                                                                                |
| 通信規格             | 802.11 a/ac/b/g/n/ax 2.4G/5G デュアルバンド Wi-Fi (867 Mbit/s max rate) Bluetooth 5.0                                             | | |
| ソフトウェア         | - Windows 10 Home - DirectX 12 - OpenGL 4.4 - Linux (ノーサポート)                                                                | - Windows 10 Home - DirectX 12 - OpenGL 4.4 - Linux (ノーサポート)                                                                | - Windows 10 Home - DirectX 12 - OpenGL 4.4 - Linux (ノーサポート)                                                                |

## GPD Win Max 2
GPD Win Max 2は、GPD Win Maxのマイナーチェンジモデルである。

### 概要
2022年3月26日に新たに10.1型となったゲーミングUMPC「WIN Max 2」を発表予告が行われた。
前機種の8型から10.1型へと大型化され、液晶解像度は1,280×800から1,920×1,200（オプションで2,560×1,600にも可能）へと大幅にマイナーチェンジされ、一般用途においても便利に使える解像度となった。また、ポートレート液晶に変更を加える形からネイティブランドスケープ液晶となったことで、ゲームによってはうまく動作しないといった問題が解消された。キーボードはバックライト付きのQWERTYフルキーボードを採用し、コントローラーのボタンは背面にカスタマイズできるボタン、角にアナログトリガーボタンを搭載する。WIN Maxから変更されたインターフェイス回りで、Gigabit Ethernetポートが省かれ、代わりにSDカードスロットが追加された。
2022年7月7日から、Indiegogoにてクラウドファンディングを開始した。同年8月17日、株式会社天空は、GPD WIN Max 2 を予約開始した。出荷は10月末を予定している。Indiegogoでは、Intel Core i7-1260Pを搭載したモデルも用意されたが、ユーザーの出資の99%がRyzen 7 6800Uであったため、Intelモデルはキャンセルすることが正式に決まった。
2023年6月6日、株式会社天空は、GPD WIN Max 2 2023を予約開始した。発売は7月下旬を予定している。
2024年5月8日、株式会社天空は、GPD WIN Max 2 2024を予約開始した。出荷日は32GBモデルが5月17日、64GBモデルが5月10日となる。
2024年12月18日、株式会社天空は、GPD Win Max 2 2025が2025年1月上旬から発売すると発表され、予約受け付けを開始した。

### 技術仕様
| カテゴリ         | 仕様 | 仕様 | 仕様 | 仕様 | 仕様 |
| ---------------- | --- | --- | --- | --- | --- |
| 名称             | GPD Win Max 2 2022 | GPD Win Max 2 2023 | GPD Win Max 2 2024 | GPD Win Max 2 2025 | GPD Win Max 2 2025 |
| リリース年       | 2022年11月 | 2023年8月 | 2023年12月 | 2024年12月 | 2024年12月 |
| OS               | Windows 11 Home | Windows 11 Home | Windows 11 Home | Windows 11 Home | Windows 11 Home |
| プロセッサ       | Ryzen 7 6800U （8コア、16 スレッド、最大4.7 GHz）                                                                        | Ryzen 7 7840U （8コア、16 スレッド、最大4.9 GHz）                                                                        | Ryzen 7 8840U （8コア、16スレッド、最大4.9 GHz）                                                                         | Ryzen 7 8840U （8コア、16スレッド、最大4.9 GHz）                                                                         | Ryzen AI 9 HX 370 (12コア、24スレッド、最大 5.1 GHz)                                                                     |
| グラフィック     | Radeon 680M （RDNA2 アーキテクチャ搭載）                                                                                 | Radeon 780M （RDNA3 アーキテクチャ搭載）                                                                                 | Radeon 780M （RDNA3 アーキテクチャ搭載）                                                                                 | Radeon 780M （RDNA3 アーキテクチャ搭載）                                                                                 | Radeon 890M （RDNA3.5 アーキテクチャ搭載）                                                                               |
| メモリ           | 16 / 32GB LPDDR5-6400 MT/s （デュアルチャネル メモリ）                                                                   | 16 / 32GB LPDDR5-6400 MT/s （デュアルチャネル メモリ）                                                                   | 16 / 32GB LPDDR5-6400 MT/s （デュアルチャネル メモリ）                                                                   | 32/64 GB LPDDR5X-7500 MT/s （デュアルチャネル メモリ）                                                                   | 32/64 GB LPDDR5X-7500 MT/s （デュアルチャネル メモリ）                                                                   |
| ストレージ       | 1TB / 2TB PCIe 4.0 NVMe SSD                                                                                              | 1TB / 2TB PCIe 4.0 NVMe SSD                                                                                              | 1TB / 2TB PCIe 4.0 NVMe SSD                                                                                              | 1TB / 2TB PCIe 4.0 NVMe SSD                                                                                              | 1TB / 2TB PCIe 4.0 NVMe SSD                                                                                              |
| ディスプレイ     | 10.1インチ 2.5K LTPS液晶 解像度：2560x1600（デフォルト表示は1920x1080） 10ポイントタッチ 4096 レベルの圧力感知スタイラス | 10.1インチ 2.5K LTPS液晶 解像度：2560x1600（デフォルト表示は1920x1080） 10ポイントタッチ 4096 レベルの圧力感知スタイラス | 10.1インチ 2.5K LTPS液晶 解像度：2560x1600（デフォルト表示は1920x1080） 10ポイントタッチ 4096 レベルの圧力感知スタイラス | 10.1インチ 2.5K LTPS液晶 解像度：2560x1600（デフォルト表示は1920x1080） 10ポイントタッチ 4096 レベルの圧力感知スタイラス | 10.1インチ 2.5K LTPS液晶 解像度：2560x1600（デフォルト表示は1920x1080） 10ポイントタッチ 4096 レベルの圧力感知スタイラス |
| バッテリー       | 67Wh 大容量バッテリー 100W USB PD 急速充電                                                                               | 67Wh 大容量バッテリー 100W USB PD 急速充電                                                                               | 67Wh 大容量バッテリー 100W USB PD 急速充電                                                                               | 67Wh 大容量バッテリー 100W USB PD 急速充電                                                                               | 67Wh 大容量バッテリー 100W USB PD 急速充電                                                                               |
| インターフェイス | HDMI 2.1、USB4、USB 3.2 SDカードスロットなど Wi-Fi 6E、Bluetooth 5.3                                                     | HDMI 2.1、USB4、USB 3.2、OCuLink(SFF-8612) SDカードスロットなど Wi-Fi 6E、Bluetooth 5.3                                  | HDMI 2.1、USB4、USB 3.2、OCuLink(SFF-8612) SDカードスロットなど Wi-Fi 6E、Bluetooth 5.3                                  | HDMI 2.1、USB4、USB 3.2、OCuLink(SFF-8612) SDカードスロットなど Wi-Fi 6E、Bluetooth 5.3                                  | HDMI 2.1、USB4、USB 3.2、OCuLink(SFF-8612) SDカードスロットなど Wi-Fi 6E、Bluetooth 5.3                                  |
| デザイン         | 軽量で耐久性のある オールアルミニウムのユニボディ設計。                                                                  | 軽量で耐久性のある オールアルミニウムのユニボディ設計。                                                                  | 軽量で耐久性のある オールアルミニウムのユニボディ設計。                                                                  | 軽量で耐久性のある オールアルミニウムのユニボディ設計。                                                                  | 軽量で耐久性のある オールアルミニウムのユニボディ設計。                                                                  |